# Pseudopanthera albicans
Pseudopanthera albicans là một loài bướm đêm trong họ Geometridae.